# Гросс, Алексей
Алексей Гросс (от нем. Groß — «большой»; настоящая фамилия Шкраба, род. 25 сентября 1989 года, Солигорск, Минская область, Белорусская ССР, СССР) — белорусский певец. В 2016 году на конкурсе молодых исполнителей эстрадной песни «Витебск-2016», проходящего в рамках международного фестиваля искусств «Славянский базар», завоевал «Гран-при».

## Биография
В 2010 году Гросс окончил Минский государственный колледж искусств, где учился на отделении вокала. В 2016 году стал студентом Белорусского государственного университета культуры и искусств по специальности «режиссёр праздников».

## Творчество
Лауреат в номинации «Стиль года» Национальной музыкальной премии «Лира». В 2016 году Алексей Гросс в третий раз попытался представить Белоруссию на конкурсе «Евровидения», но в финале национального отбора победа досталась певцу IVAN.